# Juan del Valle
Juan del Valle, właśc. Juan Sánchez García (ur. ok. 1500 w Mozoncillo, zm. w 1561 lub w 1563) – hiszpański duchowny rzymskokatolicki, biskup popayáński.

## Biografia

### Młodość i prezbiteriat
Naprawdę nazywał się Juan Sánchez García. Przydomek del Valle (dosł. z równiny), pod którym był znany, pochodzi od miejsca jego urodzenia. Uzyskał bakalaureat z nauk humanistycznych i teologii, a następnie na Uniwersytecie w Salamance bakalaureat z prawa kanonicznego. Pracował jako ksiądz i nauczyciel w Segowii.

### Episkopat
W 1546 lub w 1547 cesarz Karol V mianował go biskupem popayáńskim, co zatwierdził papież Paweł III. W 1547 przyjął sakrę biskupią z rąk nieznanego konsekratora. Był pierwszym biskupem tej powstałej w 1546 diecezji. Od Karola V otrzymał także stanowisko królewskiego protektora Indian.
8 września 1547 w Aranda de Duero wydał pierwsze prawa ustanawiające wewnętrzną organizację diecezji. Następnie wyruszył w podróż do Ameryki. Do Popayánu dotarł w listopadzie 1548. Miasto, będące stolicą jego diecezji, powstało 11 lat wcześniej i  nadal było w budowie. Jedyną świątynią była mała kaplica. Bp del Valle wzniósł katedrę z suszonej cegły i dachówki.
Jego poglądy na sprawy społeczne były bliskie Bartolomowi de Las Casasowi, co było jednym z powodów jego nominacji biskupiej – jako biskup bronił praw Indian, zwołał synody diecezjalne, na których doktrynalnie broniono praw rdzennej ludności do własnej ziemi, zakładał szkoły dla Indian, zachęcał dominikanów do przybycia do diecezji popayáńskiej w celu obrony praw Indian. W testamencie zapisał Indianom dużą działkę na obrzeżach miasta. Jego działania przysporzyły mu wrogów wśród władz świeckich oraz encomenderów.
Wybrał się do Rzymu, aby tam przedstawić sytuację w diecezji i potępić okrucieństwa wobec Indian. Nie dotarł jednak do celu, umierając w drodze, na terenie Francji, w 1561 lub w 1563.